# Большая мечеть (Алжир)
Большая мечеть (араб. الجامع الكبير‎) — мечеть в городе Алжир.
Построена в 1097 году во времена правления султана Али ибн Юсуфа из династии Альморавидов. В честь него назван один из минаретов, созданный позднее — в 1324 году. В 1840 году на внешней стене создана галерея.

## Расположение

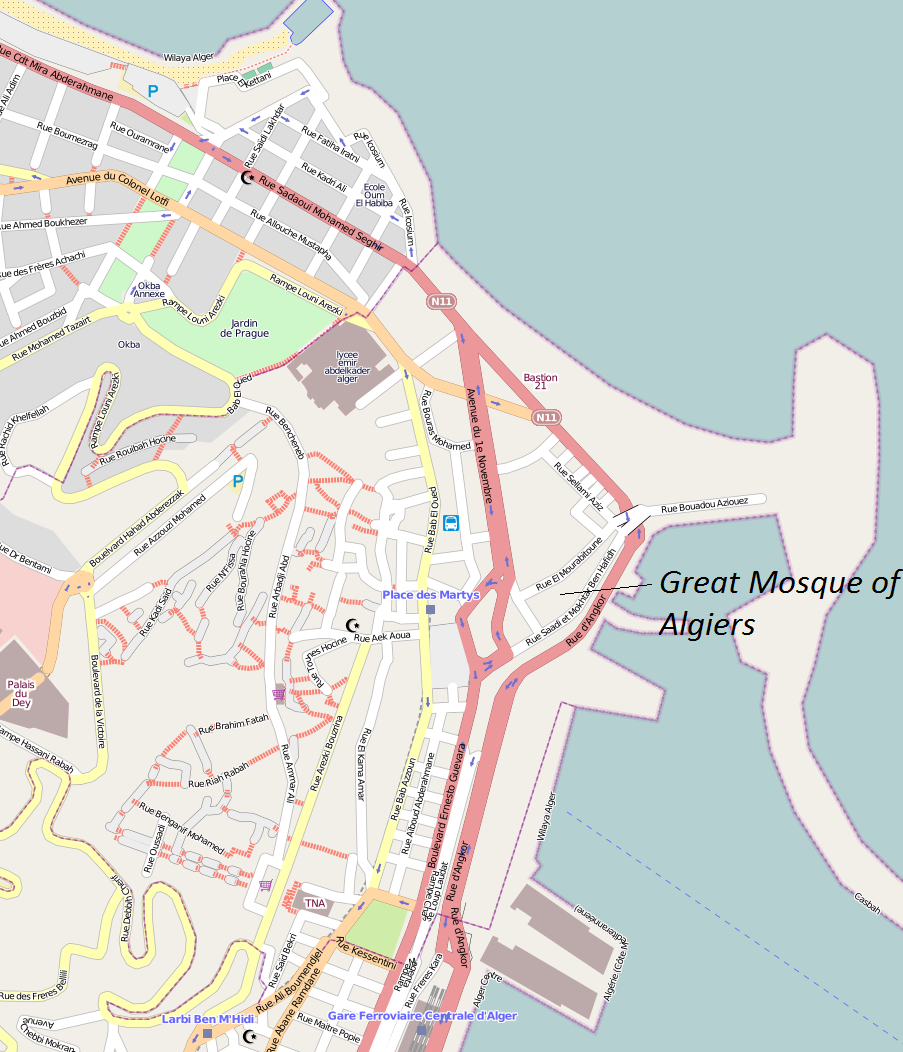
Исторический район Касба в г. Алжир

Мечеть расположена в северо-восточной части города, в историческом районе Касба недалеко от гавани. Ранее, мечеть была расположена на Де ла Мар. После реконструкции улицы мечеть стала располагаться между улицей Ангкор и бульваром Эрнесто Гевара.